# 山本喧一
山本 喧一（やまもと けんいち、1976年7月11日 - ）は、日本の男性実業家、元総合格闘家、プロレスラー。大阪府門真市出身。パワーオブドリーム主宰。
息子のDAIKI、山本空良ともに総合格闘家である。

## 来歴
幼少時代に両親が離婚、父親は不在がちで親戚をたらい回しにされ育った。預け先で熱湯逆さ吊りやアイロンを押し付けられるなどの虐待を受け、その虐待の傷跡は今も体に残っている。
小学校時代は喧嘩に明け暮れ手が付けられなかったが、中学時代に門真市から青森県に転居。柔道部に所属しながら鬱積した不満を晴らすべく暴れていたが、前田日明の自伝『パワー・オブ・ドリーム』を読んで感銘を受け極真空手を始め、その後、正道会館の内弟子になった。
1993年にUWFインターナショナルに入門。1994年10月14日、大阪城ホール大会にて行われた桜庭和志戦でデビュー。当初のリングネームは本名の山本健一。1995年9月から新日本プロレスとの全面対抗戦が始まると、高山善廣、安生洋二と「ザ・ゴールデン・カップス」を組み活躍。1996年12月のUインター解散後は後継団体のキングダムを経て、1998年3月にリングスに移籍。だが、検査で脳に見つかった透明中隔嚢胞を理由に、1999年1月23日の試合を最後にリングスを退団する。退団を機にリングネームを山本喧一に改名。
1999年11月14日、UFC初出場となったUFC 23で行われたUFC-Jミドル級トーナメントに出場し、1回戦で高瀬大樹、決勝で藤井克久を破り優勝する。
2000年12月16日、UFC 29のUFC世界ライト級タイトルマッチで王者のパット・ミレティッチに挑戦し、フロントチョークで一本負け。
格闘技ジム「パワーオブドリーム」を設立。ジム経営と並行して、素手でのパンチを認めた総合格闘技トーナメント「タイタンファイト」、クラブでDJプレイやライブとともに総合格闘技の試合をし、山本自身が賞金首となってプロ・アマ問わず挑戦を受けるコンセプトの「クラブ・ファイト」を主催した。
2002年11月24日、PRIDE初出場となったPRIDE.23でケビン・ランデルマンにTKO負け。
2004年7月19日、PRIDE 武士道 -其の四-で美濃輪育久にTKO負け。
2008年5月24日、ハッスル・エイド2008にてアン・ジョー司令長官率いるゴールデン・カップスのセコンドに就いた。
2010年12月17日、アパッチプロレス軍でプロレス復帰。
2011年8月、北海道札幌市北区にパワーオブドリームを再オープン。
2014年9月21日に引退を発表。10月13日のハードヒット札幌大会のメインイベントで引退試合としてUインター時代からの後輩である上山龍紀と対戦した。
2015年3月19日、安生洋二引退試合でザ・ゴールデン・カップスを再結成するために旧リングネームで限定復帰した。

## 戦績

### 総合格闘技
| 総合格闘技 戦績 | 総合格闘技 戦績 | 総合格闘技 戦績 | 総合格闘技 戦績 | 総合格闘技 戦績 | 総合格闘技 戦績 | 総合格闘技 戦績 |
| --------------- | --------------- | --------------- | --------------- | --------------- | --------------- | --------------- |
| 19 試合         | (T)KO           | 一本            | 判定            | その他          | 引き分け        | 無効試合        |
| 5 勝            | 2               | 2               | 1               | 0               | 2               | 0               |
| 12 敗           | 7               | 3               | 2               | 0               | 2               | 0               |

| 勝敗 | 対戦相手                   | 試合結果                          | 大会名                                                               | 開催年月日     |
| ×    | 高橋義生                   | 1R 6:29 KO（膝蹴り→掌底）         | U-SPIRITS again                                                      | 2013年3月9日   |
| ×    | KEI山宮                    | 5分2R終了 判定0-3                 | GRABAKALIVE! 2                                                       | 2012年10月27日 |
| ×    | 菊田早苗                   | 1R 2:18 TKO（マウントパンチ）     | GRABAKA LIVE! 1st CAGE ATTACK                                        | 2011年10月15日 |
| ×    | ディエゴ・ヴィトスキー     | 2R TKO（タオル投入）              | MARS BodogFight 01                                                   | 2006年10月4日  |
| ×    | カリエム・エリングトン     | 1R 4:51 TKO（パウンド）           | Mix Fighting Championships: USA vs. Russia 3                         | 2006年6月3日   |
| ○    | ゲルマン・レイエス         | 2R KO（左ハイキック）             | 琉球 Kamikaze Spirits                                                | 2005年11月13日 |
| ×    | 美濃輪育久                 | 1R 3:23 TKO（マウントパンチ）     | PRIDE 武士道 -其の四-                                                | 2004年7月19日  |
| ×    | アレクサンダー大塚         | 3R（10分/5分/5分）終了 判定0-3    | PRIDE.25                                                             | 2003年3月16日  |
| ×    | ケビン・ランデルマン       | 3R 1:16 TKO（グラウンドの膝蹴り） | PRIDE.23                                                             | 2002年11月24日 |
| ×    | 須藤元気                   | 2R 2:46 チョークスリーパー        | リングス WORLD TITLE SERIES                                          | 2001年12月21日 |
| △    | 保村晃                     | 10分1R終了 時間切れ               | Club Fight NAGOYA                                                    | 2001年3月4日   |
| △    | 秋山賢治                   | 10分1R終了 時間切れ               | Club Fight OSAKA                                                     | 2001年1月27日  |
| ×    | パット・ミレティッチ       | 2R 1:58 フロントチョーク          | UFC 29: Defense of the Belts 【UFC世界ライト級タイトルマッチ】       | 2000年12月16日 |
| ○    | 倉橋達也                   | 8:00 KO（マウントパンチ）         | Club Fight Round 1                                                   | 2000年11月12日 |
| ○    | 藤井克久                   | 2R 4:13 膝十字固め                | UFC 23: Ultimate Japan 2 【ミドル級トーナメント 決勝】               | 1999年11月14日 |
| ○    | 高瀬大樹                   | 5分2R終了 判定3-0                 | UFC 23: Ultimate Japan 2 【ミドル級トーナメント 1回戦】              | 1999年11月14日 |
| ×    | 田村潔司                   | 2R 1:26 TKO（膝蹴り）             | リングス WORLD MEGA-BATTLE TOURNAMENT 1998 第1回FNRカップ SEMI-FINAL | 1998年12月23日 |
| ×    | 成瀬昌由                   | 1R 11:07 アームロック             | リングス FIGHTING INTEGRATION 4th 【トーナメント21タイトルマッチ】   | 1998年6月27日  |
| ○    | クリストファー・ヘイズマン | 1R 12:39 リアネイキッドチョーク   | リングス FIGHTING INTEGRATION 3rd                                    | 1998年5月29日  |

### キックボクシング
| 勝敗 | 対戦相手               | 試合結果   | 大会名                      | 開催年月日    |
| ○    | デン・サックモンティー | 3R 1:24 KO | 第3回 M-1ムエタイチャレンジ | 2004年4月11日 |

### プロレス
| 勝敗 | 対戦相手                     | 試合結果                     | 大会名                                                                              | 開催年月日     |
| ×    | ウィリー・ピータース         | 1R 13:45 TKO（膝蹴り）       | リングス WORLD MEGA-BATTLE TOURNAMENT 1998 〜第1回国別対抗戦FNRカップ〜 GRAND-FINAL | 1999年1月23日  |
| ×    | 田村潔司                     | 1R 11:26 TKO（右ハイキック） | リングス WORLD MEGA-BATTLE TOURNAMENT 1998 〜第1回国別対抗戦FNRカップ〜 SEMI-FINAL  | 1998年12月23日 |
| ×    | リー・ハスデル               | 10:56 KO                     | リングス FIGHTING INTEGRATION 6th                                                   | 1998年9月21日  |
| ×    | 坂田亘                       | 20分終了 ポイント            | リングス FIGHTING INTEGRATION 5th                                                   | 1998年8月28日  |
| ×    | ヴォルク・ハン               | 8:24 逆片エビ固め            | リングス CAPTURED 〜AKIRA MAEDA LAST MATCH〜                                        | 1998年7月20日  |
| ×    | 成瀬昌由                     | 11:07 アームロック           | リングス FIGHTING INTEGRATION 4th 【トーナメント21タイトルマッチ】                  | 1998年6月27日  |
| ×    | 高阪剛                       | 9:15 膝十字固め              | リングス Battle Genesis Vol.4                                                       | 1998年6月20日  |
| ×    | クリストファー・ヘイズマン   | 5:35 腕ひしぎ十字固め        | リングス・オーストラリア「Who Needs Rules Fight Night」                             | 1998年6月7日   |
| ○    | クリストファー・ヘイズマン   | 12:39 裸絞め                 | リングス FIGHTING INTEGRATION 3rd 【トーナメント21次期挑戦者決定戦】                | 1998年5月29日  |
| ×    | ヴァレンタイン・オーフレイム | 6:39 TKO（タオル投入）       | リングス FIGHTING INTEGRATION 1st                                                   | 1998年3月28日  |
| ○    | ダニエル・ロペス・ロドリゲス | 2:43 ダブルリストロック      | キングダム・RV-G 後楽園ホール                                                       | 1998年1月28日  |
| ○    | マーク・ホール               | 3:30 足首固め                | キングダム・AMBITION 国立代々木第2体育館                                            | 1997年12月14日 |
| ○    | パトリック・スミス           | 5:21 足首固め                | キングダム・BARTH TOUR'97 鹿児島アリーナ                                            | 1997年12月8日  |
| ×    | 安生洋二                     | 17:14 アームバー             | キングダム・BARTH TOUR'97 博多スターレーン                                          | 1997年12月2日  |
| ×    | 桜庭和志                     | 5:52 アームロック            | キングダム・BARTH TOUR'97 札幌中島体育センター                                      | 1997年11月19日 |
| ×    | 高山善廣                     | 5:45 腕ひしぎ十字固め        | キングダム・BARTH TOUR'97 函館市民体育館                                            | 1997年11月15日 |
| ○    | 折原昌夫                     | 5:33 ダブルリストロック      | キングダム・新世界 NEW WORLD 後楽園ホール                                           | 1997年11月3日  |
| ×    | 桜庭和志                     | 7:18 腕ひしぎ逆十字固め      | キングダム・BARTH TOUR'97 別府ビーコンプラザ                                        | 1997年9月20日  |
| ○    | 垣原賢人                     | 3:55 腕ひしぎ十字固め        | キングダム・BARTH TOUR'97 別府ビーコンプラザ                                        | 1997年9月20日  |
| ○    | ビリー・ジャック・スコット   | 5:00 判定勝ち                | キングダム・BARTH TOUR'97 別府ビーコンプラザ                                        | 1997年9月20日  |
| ○    | ニコラス・スタークス         | 4:18 KO（ローキック）        | キングダム・PRELUDE FOR THE WORLD 後楽園ホール                                      | 1997年9月3日   |
| ×    | 佐野友飛                     | 3:27 足首固め                | キングダム・BARTH TOUR'97 新潟市体育館                                              | 1997年8月22日  |
| ○    | 垣原賢人                     | 0:18 KO                      | キングダム・BARTH Step3 国立代々木第2体育館                                         | 1997年7月29日  |
| ○    | ニコ・ゴルドー               | 2:41 足首固め                | キングダム・BARTH Step2 国立代々木第2体育館                                         | 1997年6月20日  |
| ×    | 金原弘光                     | 7:14 スリーパーホールド      | キングダム・BARTH Step1 国立代々木体育館                                            | 1997年5月4日   |

## タイトル歴
MMA
- UFC 23-Jミドル級トーナメント優勝（1999年）

WAR
- WAR世界6人タッグ王座（第9代）（パートナーは高山善廣&安生洋二）

## パワーオブドリーム
山本が1998年に立ち上げた総合格闘技専門ジム。当初は東京都世田谷区奥沢に設立、多くの人材を輩出したが、2002年にジムを閉鎖し活動を休止。その後、2011年に北海道札幌市でジムを再開させる。
同ジムでは総合格闘技大会「PFC(POUND 4 POUND Fighting Championship)」を開催している。
なお東京都足立区にある同名のキックボクシングジムは無関係。

### おもなジム出身者
東京時代
- 割田佳充
- 梁正基
- 所英男
- 太田裕之
- 奥出雅之

北海道時代
- 山本空良
- 西川大和
- 遠藤来生
- 亀松寛都
- 渡部トシキ
- ジェイク・リー
- 岩崎孝樹
- 神崎ユウキ
- 大森北斗

## 人物・エピソード
- 山本の息子2人も総合格闘技をしており、長男のDAIKIはFighting NEXUSでプロデビュー、次男の山本空良はZSTでプロデビューしている。
- 総合格闘家の所英男は弟子。東京時代のジム閉鎖後も、所は「今でも山本さんを尊敬しているし感謝している」と述べている。
- 過酷な少年時代を過ごした後、16歳で入門したUWFインターナショナルで先輩レスラーに囲まれ辛くもあり楽しくもあった修行時代を過ごし家族というものを疑似経験する。疑似ではあるが山本にとってそれが初めての家族だった。その為、今でもUWFを愛し続けており、UWFに対しての熱い思いは強く、UWFが分裂消滅した事については傷ついたファンに対して今でも悪いと後悔の念を持っている。
- 2001年12月に、須藤元気とリングスで行った試合では、山本の当時の通常体重は96kgであったが、苦しみながらも75kgにまで減量し、山本がUFC 23のミドル級トーナメントで優勝した際に贈られたベルト（UFCの王座ではない）が賭けられ行われた。
- ブラジリアン柔術はヘンゾ・グレイシー一派で学んだ。アメリカ人で初めて黒帯を取得したショーン・ウィリアムスから茶帯を与えられ、USオープングラップリングファイトで準優勝している。
- UWFインターナショナル時代、新日本プロレスとの対抗戦でファイトスタイルの違いに戸惑いが隠せない試合が続いていたある日、敵側である長州力に呼び出され「山本、割り切れ」と激励された後に「山本飯食ってんのか？これで飯でも食え」と飯代として10万円を渡された。敵側から小遣いをもらったことにより他の選手は処分を受けるが一番年齢が若くキャリアが浅い山本だけは処分を受けずに済んだ。
- 溺愛する愛猫の名前はロッキーで、子猫の頃に出会い一目惚れし、山本は元々猫アレルギーだったが一緒に暮らすため猫アレルギーを克服した。